# Организација српских студената у иностранству
Организација српских студената у иностранству (ОССИ) је међународна, непрофитна, невладина и аполитична организација основана од стране српских студената 1997. године. Од самог оснивања, ОССИ има за циљ да окупи српске студенте у иностранству, омогући им лакши повратак у земљу и промовише Србију у свету.
Организација функционише са седиштем у Београду и са четрнаест локалних огранака у Европи, Северној Америци, Азији и Аустралији. Све више, организација активно сарађује и са студентима на школовању у Србији.
Кроз различите пројекте и манифестације, у иностранству и матици, ОССИ промовише своје циљеве. Уз одржавање старих партнерстава, покретање нових пројеката и проширење базе чланова, наша организација ће наставити са утемељењем пута нашим студентима ка Србији и Србији ка остатку света. Састав Организације се мењао, данас броји укупно 10.000 чланова, од тога 150 активних.

## Историјат
OССИ је формирала група српских студената из Европе и Северне Америке, средином јула 1997. године. Организација је настала са намером да постане глобална, у виду мреже која ће повезати све већ постојеће групе студената у иностранству и основати нове тамо где њих до тада није било. Идеја која стоји иза ове организације јесте остваривање заједничких интереса, међусобно повезивање српских студената у иностранству, као и њихово повезивање са Србијом. За само неколико месеци рада Организација је успела да повеже 10 клубова српских студената у Сједињеним Америчким Државама, Великој Британији, Француској и Немачкој.
Седиште Организације је у Београду. Први координатор био је Јован Ратковић (1997—1998), Norwich, UK, други координатор Александар Јововић (1998—1999), Washington, USA .

## Циљеви
Од свог оснивања до данас, кроз све наше активности, водили смо се следећим циљевима:
- помоћ при одласку на студије у иностранство
- помоћ при повратку у Србију након завршетка студија
- промоција Србије у иностранству
- организовање пракси ради стицања радног искуства у Србији
- промоција сарадње са сродним студентским организацијама широм света[1]

## Организациона структура
ОССИ-јеви органи су председник, потпредседник, генерална скупштина и одбор.
Чланови генералне скупштине су и сви чланови ОССИ-ја.
Организациона структура ОССИ-ја је формулисана тако да је чине одбор, тимови и ревизор.

### Локални огранци
ОССИ-јеви локални огранци представљају организационе јединице наших студената у иностранству. Њихов основни задатак је да кроз своје активности раде на промоцији Србије у држави у којој бораве и окупљају српске студенте са свог јурисдикционог подручја. Локални огранци се могу формирати на четири различита нивоа (ниво факултета, града, регије, државе).
Сви локални огранци ОССИ-ја, на територији једне државе, представљају Национални огранак Организације.
За сада, ОССИ броји 15 локалних огранака.

## Пројекти
ОССИ је од свог оснивања до данас реализовао многобројне пројекте који су се односили на побољшање услова студирања у иностранству, на пројекте стручне праксе, али и на оне које су имали хуманитарни карактер. У последњих неколико година најзначајнији ОССИ-јеви пројекти су: Упознај државу Србију, пОССИбилити, Праксе у ДКП-има, Пакетићи за малишане, ОССИлација, Компаративна анализа система признавања диплома, Брошура за студирање у иностранству, Стазама српске културе, Summer Networking Event, Водич кроз процес признавања страних диплома, Предавања у средњим школама, Дан државности Републике Србије, Стазама српске културе, ОССИ -  EXIT авантура и остали. Детаљније о свим пројектима можете сазнати на сајту ОССИ-ја https://web.archive.org/web/20160515054343/http://www.ossi.rs/projekti#menu .

### Дан државности Републике Србије
Пројекат обележавања Дана државности Републике Србије представља жељу ОССИ-ја да своје чланове у иностранству укључи и мобилише студенте у циљу промоције Србије. Циљ је успоставити системски рад како би се промоција подигла на виши, професионалнији и ефикаснији ниво. Детаљније о пројекту на:  https://web.archive.org/web/20160426075447/http://www.ossi.rs/projekat/8.

### Праксе у дипломатско-конзуларним представништвима
С обзиром на то да наши студенти проводе време ван матице, желели смо да подстакнемо активности које ће омогућавати релативно радно искуство, а у исто време одржавати везу са Србијом. Најлогичнији избор су била дипломатско-конзуларна представништва (ДКП) Републике Србије у свету. Детаљније о пројекту на:   https://web.archive.org/web/20160426080123/http://www.ossi.rs/projekat/2.

### ОССИлација
ОССИлација је централни догађај Организације српских студената у иностранству који се одржава сваке године у Београду и окупља ОССИ-јевце и наше уважене госте на једном месту. Детаљније о пројекту на:  https://web.archive.org/web/20160426081415/http://www.ossi.rs/projekat/1.

### Брошура за студирање у иностранству
Пројекат Брошура за студирање у иностранству представља један од најзначајнијих пројеката које је ОССИ спровео у својој историји. Брошура представља компаративну анализу система образовања у свим земљама где ОССИ има своје огранке. Све посматране земље су анализиране по идентичним критеријумима након чега су прикупљени подаци обрађени и објављени у јединственој Брошури. Овај пројекат је омогућио нашим студентима да по први пут добију све неопходне информације о студирању на једном месту. Детаљније о пројекту на: https://web.archive.org/web/20160922194842/http://www.ossi.rs/projekat/5 .